# Ioana Badea

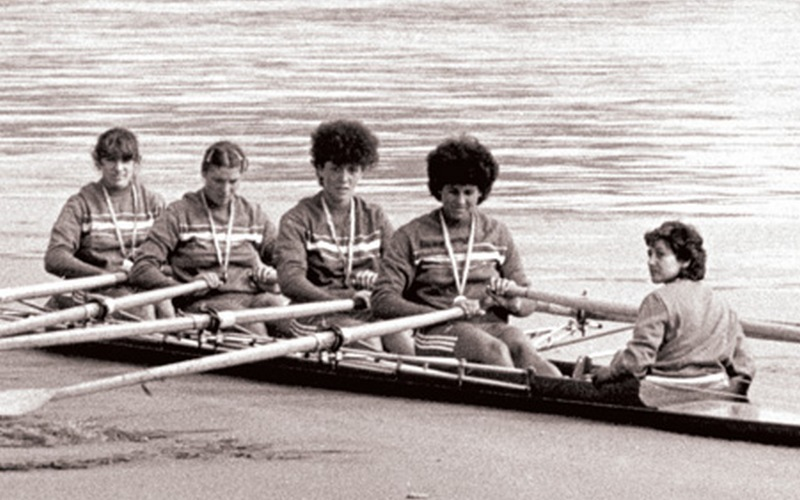
Echipa de canotaj 4+1 la JO 1984

Ioana Badea (n. 22 martie 1964, Odobești, Dâmbovița, România) este o fostă canotoare română, laureată cu aur la Jocurile Olimpice de vară din 1984 (Los Angeles).
În 1990 a emigrat în Franța. A primit titlul de Maestru Emerit al Sportului. În 2004 a fost decorată cu Ordinul „Meritul Sportiv” clasa I.

## Legături externe
- Ioana Badea la Comitetul Olimpic și Sportiv Român (arhivat)
- Ioana Badea la FISA WorldRowing.com
- en Ioana Badea la Olympedia.org